# Торжество православия
«Торжество́ правосла́вия» (греч. ὁ θρίαμβος τῆς Ὀρθοδοξίας) — праздник в Православных церквях, совершаемый в первую неделю (воскресенье) Великого поста.
Установление праздника связано с событиями Константинопольского собора 843 года, созванного императрицей Феодорой для восстановления иконопочитания в Византийской империи.

## История праздника
После церковного собора, осудившего иконоборчество и восстановившего иконопочитание в империи, Феодора устроила церковное торжество, которое пришлось на первое воскресенье Великого поста, бывшее в 843 году 11 марта).
По словам историка Христианской церкви Антона Карташёва, один из византийских летописцев описал это событие таким образом:

Царица предложила святейшему патриарху Мефодию известить и собрать всех православных митрополитов, архиепископов, игуменов, клириков и мирян, чтобы пришли в Великую Церковь Божию с честными крестами и святыми иконами в первое воскресенье святого Поста.

И когда бесчисленное множество народа собралось, приходит и сам царь Михаил со святой и православной матерью своей Феодорой и со всем синклитом… соединившись со святым Патриархом, вместе двинулись от алтаря со святыми иконами и честным крестом и святым евангелием и пошли с литией до ворот дворца, так называемых Кентавриевых. И после долгой молитвы и сокрушенного многоплачевного и умиленного взывания Κύριε ελέησον возвратились во святой храм для совершения божественной таинственной литургии с великой радостью и торжеством.

И таким образом восстановлены святые и честные иконы для почитания и поклонения в храме Божием. Благочестивые же самодержцы со всечестным и святым патриархом Мефодием и бывшими при нём тогда митрополитами и преподобными подвижниками постановили: ежегодно в первое воскресение святого Поста праздновать торжественно в Великой Божией Церкви сей святой и честной праздник, который и празднуется доныне. Иконы одновременно были поставлены и во всех церквах Константинополя.

В воспоминание об этом событии, значимом для православного мира, и в память императрицы Феодоры ежегодно в первое воскресенье Великого поста Православная церковь торжественно празднует восстановление иконопочитания, именуемое «Торжество православия». В этот день вспоминается соборная победа Церкви не только над иконоборческой ересью, но и над другими ересями. День, в который совершается Торжество Православия, в богослужебных книгах носит название: Неде́ля пе́рвая свята́го поста́, в ню́же Правосла́вие воспомина́ется.
В XIV веке Никифор Каллист Ксанфопул написал Синаксарь в Неделю Православия. В Синаксаре кратко рассказывается об истории иконоборчества, а также помещён рассказ о том, как перед смертью к умирающему Феофилу его супруга Феодора приносит иконы, которые Феофил, плача, целует и умирает. После этого Феодора просит помолиться за её мужа. Патриарх Мефодий собирает отцов, пострадавших от иконоборчества, записывает имена всех царей иконоборцев, включая имя Феофила, в список, который помещает под престол. Патриарх Мефодий служит всенощное бдение, после которого в списке имя Феофила исчезает. Этот синаксарь вошёл в богослужение всенощного бдения Недели Торжества Православия, его положено читать после шестой песни канона утрени.

## Установление чина
К XI веку, возможно и раньше, сложился особый чин Торжества православия (Последование в неделю Православия, иначе Сино́дик), который к XIV веку был дополнен текстами, содержащими православные догматы. В тексте службы провозглашается торжество церкви над всеми существовавшими ересями, утверждаются постановления семи Вселенских соборов. Особое место в службе занимает чин анафематствования лиц, придерживающихся еретических взглядов, и лиц, согрешивших против Церкви.
На Руси чин Торжества православия был введён в XI веке преподобным Феодосием Печерским, который вводил в своей обители ктиторский устав по образцу типикона Алексеевского монастыря (один из уставов так называемой Студийской группы) в Константинополе. Сначала в него добавлены были имена почивших князей, святителей, монахов, а позже в него были добавлены имена русских еретиков. Чин неоднократно изменялся и не был единообразным на Руси, рукописные списки в разных местах отличались друг от друга. Первое печатное издание было изготовлено в Малой России (в составе Речи Посполитой) в 1627 году в составе Триоди Постной при архимандрите Захарии Копыстенском и под наблюдением «архитипографа» Памвы Берынды. В Москве первое печатное издание в Триоди Постной в 1656 году при патриархе Никоне. Всего к XVIII веку в нём было 20 анафемствований и до 4000 имён людей, объявленных еретиками. В 1767 году был напечатан чин Торжества православия, отредактированный архиепископом Санкт-Петербургским Гавриилом (Кременецким), который исключил из него многие имена лиц, кому возглашалась «вечная память», а также имена многих гражданских преступников и расколоучителей, которым провозглашалась анафема. Чин ежегодно совершался в кафедральных соборах на середине храма перед иконами Христа и Богородицы. В 1801 году чин был заметно сокращён, в нём стали только перечисляться ереси без упоминания имён еретиков, а из имён государственных преступников остались только Григорий Отрепьев и Иван Мазепа. В 1869 году из текста чина были убраны имена государственных преступников. К 1917 году чин Православия включал в себя двенадцать общих анафематизмов без указания имён конкретных лиц.
Во времена советской власти в России во время совершения чина Торжества православия не провозглашались анафемы. В 90-е годы XX века провозглашение анафем было допущено на архиерейском богослужении, однако анафемы фактически либо не произносились совсем, либо произносились в урезанном виде. Порядок совершения церковного чинопоследования Торжества Православия (без анафематизмов) находится в Чиновнике архиерейского священнослужения. В настоящее время чин Торжества православия служится с произнесением анафем.
Анафема — это не проклятие, а отлучение от Церкви, это констатация факта отпадения определённых людей от таинственной жизни церковного тела. Вот некоторые из анафематизмов:
- Атеистам: «Отрицающим бытие Божие и утверждающим, яко мир сей есть самобытен и вся в нём без Промысла Божия и по случаю бывает: анафема»;
- Антитринитариям: «Дерзающим глаголати, яко Сын Божий не Единосущный и не Равночестный Отцу, такожде и Дух Святый, и исповедающим Отца и Сына, и Святого Духа не Единого быти Бога: анафема»;
- «Неприемлющим благодати искупления Евангелием проповеданного, яко единственного нашего ко оправданию пред Богом средства: анафема»;
- Иконоборцам: «Ругающим и хулящим святыя иконы, ихже Святая Церковь к воспоминанию дел Божиих и угодников Его, ради возбуждения взирающих на оныя ко благочестию, и ко оных подражанию приемлет, и глаголющим оныя быти идолы: анафема»[10][11].

## Богослужение
В церковном богослужении этого дня к обычным воскресным песнопениям Октоиха добавляются молитвословия Триоди постной, в которых славится Христос и прославляется иконопочитание. Также в этот день может употребляться и Минея, если случится престольный праздник, бденный или полиелейный святой. Богослужения других святых с этого дня должны переноситься на повечерие следующего дня (воскресенья вечера).
Богослужение Недели Торжества православия схоже с богослужениями четырёх предыдущих — подготовительных к Великому посту — недель (воскресных дней), но имеет и собственные отличия:
- Все песнопения малой вечерне только из Триоди (Октоих не используется, что в воскресный день типично только для Господских праздников).
- Тропарём праздника является тропарь Нерукотворному образу Спаса:

|                                       | На греческом | На церковнославянском (транслитерация) | На русском |
| ------------------------------------- | --- | --- | --- |
| Тропарь праздника, глас 2-й (Ἦχος β') | Τὴν ἄχραντον Εἰκόνα σου, προσκυνοῦμεν ἀγαθέ, αἰτούμενοι συγχώρησιν τῶν πταισμάτων ἡμῶν, Χριστὲ ὁ Θεός· βουλήσει γὰρ ηὐδόκησας σαρκί, ἀνελθεῖν ἐν τῷ Σταυρῷ, ἵνα ῥύσῃ οὓς ἔπλασας, ἐκ τῆς δουλείας τοῦ ἐχθροῦ· ὅθεν εὐχαρίστως βοῶμέν σοι· Χαρᾶς ἐπλήρωσας τὰ πάντα, ὁ Σωτὴρ ἡμῶν, παραγενόμενος εἰς τὸ σῶσαι τὸν κόσμον. | Пречи́стому о́бразу Твоему́ покланя́емся Благи́й, прося́ще проще́ния прегреше́ний на́ших Христе́ Бо́же: во́лею бо благоволи́л еси́ пло́тию взы́ти на крест, да изба́виши, я́же созда́л еси́, от рабо́ты вра́жия. Тем благода́рственно вопие́м Ти: ра́дости испо́лнил еси́ вся Спа́се наш, прише́дый спасти́ мир | Пречистому образу Твоему поклоняемся, Благой, прося прощения согрешений наших, Христе Боже. Ибо добровольно благоволил Ты взойти плотию на Крест, чтобы избавить созданных Тобою от рабства врагу. Потому мы благодарно взываем Тебе: «Радостью Ты наполнил все, Спаситель наш, / пришедший спасти мир!» |

Это молитвословие священнослужители произносят всякий раз на входных молитвах перед совершением Божественной Литургии.
- В великой вечерне на «Го́споди воззва́х…» поются: 6 воскресных стихир, 4 стихиры из Триоди глас 6-й[12], «Сла́ва…», стихира Триоди глас 2-й: «Благода́ть возсия́ И́стины…», «И ны́не…», догматик Октоиха.
- В начале литии — стихира храма, «Сла́ва…», стихира Триоди глас 2-й: «Ра́дуйтеся проро́цы честни́и…»[13], «И ны́не…», воскресный богородичен того же гласа: «Все упова́ние мое́ / на Тя возлага́ю…».
- Стиховны — 4 обычные стихиры Октоиха с воскресными запевами, «Сла́ва…», стихира Триоди:

|                                                                  | На греческом | На церковнославянском (транслитерация) | На русском |
| ---------------------------------------------------------------- | --- | --- | --- |
| Стихира (славник на стиховне великой вечерни) глас 2-й (Ἦχος β') | Οἱ ἐξ ἀσεβείας, εἰς εὐσέβειαν προβάντες, καὶ τῷ φωτὶ τῆς γνώσεως ἐλλαμφθέντες, ψαλμικῶς τὰς χεῖρας κροτήσωμεν, εὐχαριστήριον αἶνον Θεῷ προσάγοντες, καὶ τὰς ἐν τοίχοις καὶ πίναξι, καὶ ἱεροῖς σκεύεσιν ἐγχαραχθείσας ἱερὰς Χριστοῦ Εἰκόνας, τῆς Πανάγνου, καὶ πάντων τῶν Ἁγίων, τιμητικῶς προσκυνήσωμεν, ἀποβαλλόμενοι τὴν δυσσεβῆ τῶν κακοδόξων θρησκείαν· ἡ γὰρ τιμὴ τῆς Εἰκόνος, ὥς φησι Βασίλειος, ἐπὶ τὸ πρωτότυπον διαβαίνει, αἰτούμενοι ταῖς πρεσβείαις τῆς ἀχράντου σου Μητρός, Χριστὲ ὁ Θεὸς ἡμῶν, καὶ πάντων τῶν Ἁγίων, δωρηθῆναι ἡμῖν τὸ μέγα ἔλεος. | Из нече́стия во благоче́стие преше́дше, и све́том ра́зума просвети́вшеся, псало́мски рука́ми воспле́щим, благода́рственно хвалу́ Бо́гу принося́ще: и на стена́х, и дсках, и на свяще́нных сосу́дех, начерта́нным свяще́нным о́бразом Христо́вым, и Пречистыя, и всех святы́х, честно поклони́мся, отлага́юще злоче́стную злосла́вных ве́ру: [честь бо о́браза, я́коже глаго́лет Васи́лий, на первообра́зное прехо́дит,] прося́ще моли́твами Пречи́стыя Твоея́ Ма́тере, Христе́ Бо́же наш, и всех святы́х, дарова́ти нам ве́лию ми́лость. | От нечестия к благочестию перейдя и светом познания просветившись, будем согласно псалму рукоплескать, благодарственно хвалу Богу принося, и на стенах, и досках, и священных сосудах начертанным священным образам Христа, и Пречистой, и всех святых, с почтением поклонимся, отвергая нечестивую бесславных веру, — ибо честь, воздаваемая образу, как говорит святой Василий, на первообраз переходит, — и прося по ходатайствам пречистой Твоей Матери, Христе Боже наш, и всех святых, даровать нам великую милость. |

```
«
И ны́не…
», воскресный богородичен того же гласа: «
О чудесе́ но́ваго всех дре́вних чуде́с…
».
```

Далее продолжается всенощное бдение, как обычное воскресное, за исключением:
- По «Бог Госпо́дь…» дважды поётся воскресный тропарь (нет тропаря святому), «Сла́ва…», «Пречи́стому о́бразу Твоему́ покланя́емся Благи́й…», «И ны́не…», богородичен воскресный по гласу Славы: «Вся па́че смы́сла…».
- По монастырскому Уставу должны петься непорочны, но в приходской практике — обычный полиелей.
- Так же, как в Неделю о мытаре и фарисее, после чтения Евангелия — «Воскресение Христово видевше…», псалом 50: «Поми́луй мя Бо́же…», и особые покаянные песни[14] глас 8-й: «Покая́ния отве́рзи ми две́ри, Жизнода́вче…».
- Канон праздника написан Феофаном Начертанным, который сам пострадал от иконоборцев вместе со своим братом Феодором. Краегранесие канона: «Днесь благоче́стия Богосве́тлая прии́де заря́» (др.-греч. Σημερον εὐσεβίης θεοφεγγέος ἤλυθεν αἴγλη). В отдельных тропарях канона прославляются императоры Михаил и Феодора как восстановители иконопочитания.
- В каждой песни канона: 4 воскресных тропаря, 2 — крестовоскресных, 2 — богородичных Октоиха, 6 — из Триоди глас 4-й с запевом «Сла́ва Тебе́, Бо́же наш, сла́ва Тебе́» и катавасия Триоди «Мо́ря че́рмнyю пучи́ну невла́жными стопа́ми…».
- По третьей песни седальны Триоди глас 4-й.
- По шестой — кондак:

|                                      | На греческом | На церковнославянском (транслитерация) | На русском |
| ------------------------------------ | --- | --- | --- |
| Кондак праздника, глас 2-й (Ἦχος β') | Ὁ ἀπερίγραπτος Λόγος τοῦ Πατρός, ἐκ σοῦ Θεοτόκε περιεγράφη σαρκούμενος, καὶ τὴν ῥυπωθεῖσαν εἰκόνα εἰς τὸ ἀρχαῖον ἀναμορφώσας, τῷ θείῳ κάλλει συγκατέμιξεν. Ἀλλ' ὁμολογοῦντες τὴν σωτηρίαν, ἔργῳ καὶ λόγῳ ταύτην ἀνιστοροῦμεν. | Неопи́санное Сло́во О́тчее, из Тебе́ Богоро́дице описа́ся воплоща́емь: и оскве́рншийся о́браз в дре́внее вообрази́в, Боже́ственною добро́тою смеси́. Но испове́дающе спасе́ние, де́лом и сло́вом, сие́ вообража́ем. | Неизобразимое Слово Отчее при воплощении от Тебя, Богородица, изобразилось, и осквернившийся образ в первоначальном виде воссоздав, с Божественною красотой соединило. И мы, исповедуя наше спасение, делом и словом его изображаем. |

```
и 
икос
 Триоди «
Сие́ смотре́ния та́инство, / дре́вле проро́цы Богови́дно вдохнове́ни бы́вше…
» (воскресные заменяются).
```

- По девятой — ексапостиларий евангельский, «Сла́ва…», светилен Триоди глас 1-й: «Взыгра́йте, восплещи́те, с весе́лием воспо́йте…», «И ны́не…», богородичен Триоди: «Ору́жия ны́не оскуде́ша вражде́бныя е́реси…».
- На хвалитех — 5 стихир Октоиха, 4 стихиры Триоди — запевы к стихирам воскресные и два дополнительных из того же 9-го псалма, «Сла́ва…», повторяется последняя стихира Триоди глас 6-й: «Моисе́й во вре́мя воздержа́ния / зако́н прия́т, и лю́ди привлече́…», «И ны́не…», «Преблагослове́нна еси́…».
- По великом славословии — тропарь воскресный (конечный).
- По отпусте — евангельская стихира.
- На всех часах — тропарь воскресный, «Сла́ва…», «Пречи́стому о́бразу Твоему́ покланя́емся Благи́й…»; кондак Триоди: «Неопи́санное Сло́во О́тчее, из Тебе́ Богоро́дице описа́ся воплоща́емь…»

### На Литургии Василия Великого
В Великом посту по воскресным дням пять раз подряд, начиная с этого дня, совершается литургия Василия Великого.
- «Блаженны»: 6 из Октоиха и 4 тропаря шестой песни канона Триоди.
- По входе: тропарь воскресный, «Пречи́стому о́бразу Твоему́ покланя́емся Благи́й…», «Сла́ва… и ны́не…», «Неопи́санное Сло́во О́тчее, из Тебе́ Богоро́дице описа́ся воплоща́емь…».
- Прокимен, глас 4-й «Песнь отцев: Благословен еси Господи Боже отец наших, / и хвально и прославлено имя Твое во веки». Стих: «Яко праведен еси о всех, яже сотворил еси нам» — Дан. 3:26; 27.
- Апостол к Евреем, зачало 329-е (от полу́): «Бра́тие, ве́рою Моисе́й, вели́к быв…».
- Аллилуиарий глас 8-й: «Моисей и Аарон во иереех Его, и Самуил в призывающих имя Его». Стих: «Призываху Господа, и Той послушаше их» — Пс. 98:6.
- Евангелие от Иоанна зачало 5-е: «Во вре́мя о́но, восхоте́ Иису́с изы́ти в Галиле́ю, и обре́те Фили́ппа…»
- Вместо «Достойно есть…» поётся «О Тебе радуется…»[16].
- Причастны: Хвали́те Го́спода с небе́с, / хвали́те Его́ в вы́шних (Пс. 148:1), и другой: Ра́дуйтеся пра́веднии о Го́споде, / пра́вым подоба́ет похвала́ (Пс. 32:1).
- На трапезе (на Чине возношения панагии) монахам разрешается вкушение варёной пищи с растительным (оливковым) маслом, допускается уставное вино во славу Божию, по две чаши.

### Последование Торжества Православия
По Литургии всё духовенство из алтаря исходит на середину храма. Иконы Спасителя и Богоматери полагают на двух аналоях посреди церкви.
- Диакон: «Благослови́, влады́ко.»
- Иерей: «Благослове́н Бог наш…»
- Певцы: «Аминь», «Царю Небесный…»
- Чтец: Трисвятое, по «Отче наш…».
- Священник — возглас: «Я́ко Твое́ есть Ца́рство…».
- Чтец: «Ами́нь». «Господи, помилуй» 12 раз, «Сла́ва… и ны́не…», «Прииди́те, поклони́мся…» (трижды). Псалом 74-й: «Испове́мыся Тебе́, Бо́же, испове́мыся Тебе́…», «Сла́ва… и ны́не…», «Аллилу́иа, аллилу́иа, аллилу́иа, сла́ва Тебе́, Бо́же» — трижды.
- Диакон произносит великую ектению с добавлением прошений:

О е́же ми́лостивым о́ком призре́ти на Святу́ю Свою́ Це́рковь, и соблюсти́ ю невреди́му и непреобори́му от ересе́й и суеве́рий, и ми́ром Свои́м огради́ти, Го́споду помо́лимся.
О е́же ути́шити раздира́ния Ея́ и си́лою Свята́го Ду́ха обрати́ти всех отсту́пльших к позна́нию И́стины и сопричести́ ко избра́нному Своему́ ста́ду, Го́споду помо́лимся.

О е́же просвети́ти мы́сли неве́рием помраче́нных све́том Своего́ богоразу́мия, ве́рных же Свои́х укрепи́ти и непоколеби́мых в правове́рии соблюсти́, Го́споду помо́лимся.
- Тропарь, глас 4-й: «Благода́рни су́ще недосто́йнии раби́ Твои́, Го́споди…», «Сла́ва…», глас 3-й: «Твои́х благодея́ний и даро́в ту́не…», «И ны́не…», глас 4-й: «Я́коже вы́шния тве́рди благоле́пие…».
- Прокимен, глас 4-й: Насажде́ни в дому́ Госпо́дни,/ во дво́рех Бо́га на́шего процвету́т. Стих: Весели́теся, пра́веднии, о Го́споде, пра́вым подоба́ет похвала́.
- Апостол к Римлянам зачало 121-е: «Бра́тие, молю́ вы, блюди́теся от творя́щих ра́спри и раздо́ры…» — Рим. 16:17-20.
- Евангелие от Матфея зачало 75-е: «Рече́ Госпо́дь: блюди́те, да не пре́зрите еди́наго [от] ма́лых сих…» — Мф. 18:10-18.
- На сугубой ектении, прибавляются прошения:

Не хотя́й сме́рти гре́шных, но ожида́яй обраще́ния и покая́ния, соедини́ всех во Святе́й Твое́й Це́ркви, мо́лим Ти ся, Милосе́рдый Го́споди, услы́ши и поми́луй.
Устро́ивый мир сей в сла́ву Твою́, сотвори́, я́ко да и́стинною ве́рою и благоче́стием Тебе́, Бо́га на́шего, просла́вят, мо́лим Ти ся, Всеси́льный Тво́рче, услы́ши и поми́луй.

Да́вый за́поведь Твою́ нам, е́же люби́ти Тебе́, Бо́га на́шего, и бли́жняго своего́, сотвори́, да не́нависти, вражды́, оби́ды и про́чая беззако́ния прекратя́тся, и́стинная же любо́вь да ца́рствует в сердца́х на́ших, мо́лим Ти ся, Спаси́телю наш, услы́ши и ми́лостивно поми́луй.
- Иерей — возглас: «Услы́ши ны, Бо́же, Спаси́телю наш…»
- Молитва предстоятеля: «Всевы́шний Бо́же, Влады́ко и Соде́телю всея́ тва́ри…»
- Диакон, став на возвышенном месте (обычно на солее перед иконой Спасителя), возглашает народу:

Кто Бог ве́лий, я́ко Бог наш? Ты еси́ Бог, творя́й чудеса́ Еди́н.
- Потом высшим гласом: «Кто Бог ве́лий, я́ко Бог наш…»
- И ещё высочайшим гласом: «Кто Бог ве́лий, я́ко Бог наш…»
- И продолжает диакон: «Правосла́вия день пра́зднующе, правосла́внии лю́дие…», Никео-Цареградский Символ веры,

Сия́ ве́ра апо́стольская, сия́ ве́ра отече́ская, сия́ ве́ра правосла́вная, сия́ ве́ра вселе́нную утверди́.
Еще́ же Собо́ры святы́х оте́ц и их преда́ния и писа́ния, Боже́ственному Открове́нию согла́сная, прие́млем и утвержда́ем.
Всем же о Правосла́вии подвиза́вшимся словесы́, писа́нии, уче́нии, страда́нии и богоуго́дным житие́м, я́ко защи́тником и посо́бником о́наго, Христо́ва Це́рковь, ны́нешнее воспомина́ние творя́щи, восклица́ет:

Святе́йшим правосла́вным Патриа́рхом Константино́польским, Александри́йским, Антиохи́йским, Иерусали́мским и Всеросси́йским и про́чим Преосвяще́нным митрополи́том, архиепи́скопом и епи́скопом правосла́вным, ве́чная па́мять.
Певцы здесь и далее трижды поют: «Ве́чная па́мять!»
Святы́м равноапо́стольным царю́ Константи́ну и ма́тери его́ Еле́не, ве́чная па́мять.
Благове́рному равноапо́стольному вели́кому кня́зю Влади́миру и благове́рней равноапо́стольней вели́кой княги́не О́льге, ве́чная па́мять.
Пострада́вшим и убие́нным в разли́чных похо́дех за правосла́вную ве́ру и Оте́чество, вожде́м и во́ином, и всем правосла́вным христиа́ном, в и́стинней ве́ре и благоче́стии и в наде́жди воскресе́ния сконча́вшимся, ве́чная па́мять.
Правосла́вная Христо́ва Це́рковь, торже́ственно воспомина́ющи подвиза́вшихся во благоче́стии и сие́ всем свои́м христоимени́тым ча́дом к подража́нию представля́ющи, восхваля́ет по́двиги и сих, и́же ны́не, спаси́тельною ве́рою и доброде́телию приуготовля́юще себе́ к ве́чному блаже́нству, утвержда́ют Правосла́вие.

Вели́кому господи́ну и отцу́ на́шему Кири́ллу, Святе́йшему Патриа́рху Моско́вскому и всея́ Руси́, мно́гая ле́та.
Певцы здесь и далее трижды поют: «Мно́гая ле́та!»
Святе́йшим правосла́вным патриа́рхам Антиохи́йскому, Иерусали́мскому и про́чим Святе́йшим правосла́вным Предстоя́телем, мно́гая ле́та.
Господи́ну на́шему Преосвяще́ннейшему (имярек), митрополи́ту (или: архиепи́скопу, или: епи́скопу, егоже есть епархия), мно́гая ле́та.
Преосвяще́нным митрополи́том, архиепи́скопом и епи́скопом и всему́ освяще́нному собо́ру, мно́гая ле́та.
Богохрани́мей стране́ на́шей, власте́м и во́инству ея́, мно́гая ле́та.

Всем правосла́вным христиа́ном, пра́во содержа́щим спаси́тельную ве́ру и повину́ющимся Христо́вей Це́ркви, пода́ждь, Го́споди, мир, благоде́нствие, изоби́лие плодо́в земны́х и мно́гая ле́та.
- Священник:

Свята́я Тро́ице, сих просла́ви и утверди́ да́же до конца́ в правове́рии, отвраща́ющих же ся святы́я и спаси́тельныя правосла́вныя ве́ры и Христо́вы Це́ркве обрати́ и сотвори́, да вси прии́дут в позна́ние ве́чныя Твоея́ И́стины, моли́твами Пресвяты́я Влады́чицы на́шея Богоро́дицы и Присноде́вы Мари́и и всех святы́х.

Сла́ва Тебе́, Бо́гу, Благода́телю на́шему, во ве́ки веко́в.
- Певцы: «Ами́нь.», «Тебе́, Бо́га, хва́лим…»

## Богослужебные особенности в последующие дни поста
Начиная с Недели Торжества Православия в Русской православной церкви может:
- совершаться Чин Пассии,
- на повечериях заранее прочитываться службы малым святым, чья память в этот год выпадает на дни от Лазаревой субботы до Недели Антипасхи,
- на часах заранее прочитываться всё Евангелие,
- по определённым дням совершаться коллективные соборования.